# Сесіл Гріффітс
Сесіл Редверс Гріффітс (англ. Cecil Redvers Griffiths; нар. 18 лютого 1900 — пом. 11 квітня 1945) — британський легкоатлет, який спеціалізувався в бігу на короткі та середні дистанції.

## Із життєпису
Олімпійський чемпіон в естафеті 4×400 метрів (1920).
Чемпіон Англії з бігу на 880 ярдів (1923, 1925).
Наприкінці 1923 року був позбавлений права брати участь у міжнародних аматорських (в тому числі олімпійських) легкоатлетичних змаганнях через отримання винагороди за перемогу в одному з локальних змагань. Продовжив брати участь у локальних та комерційних стартах.
Завершив спортивну кар'єру 1929 року.

## Основні міжнародні виступи
| Рік  | Змагання         | Місто     | Місце | Дисципліна |
| ---- | ---------------- | --------- | ----- | ---------- |
| 1920 | Олімпійські ігри | Антверпен | 1     | 4×400 м    |

## Визнання
- Член Зали слави легкої атлетики Уельса (2012)[2]